# Sørvágs kirkja
Sørvágs kirkja er en kirke i bygden Sørvágur på øen Vágar på det vestlige Færøerne. Den er indviet den 24 oktober 1886. Kirken har 250 siddepladser. Selv om den ligner en af de typiske færøske trækirker, regnes den ikke for en af de gamle færøske trækirker. 
Det er ikke den første kirke bygden har haft. Den nuværende kirke afløste en tidligere, bygget i 1842, der blev ødelagt af en storm i januar 1882.
Sørvágs kirkja er opført i sort malede planker over et hvid fundament i sten. Taget i af isopalplader, der er udført som skifer. Over vestenden er der opført en diagonalstillet hvidmalet tagrytter med hvidt pyramidetag. I kirken opbevares en fløjstang fra 1886, der allerede to år senere blev erstattet af den nuværende fra 1888. Der er en indgangsdør i nordsidens vestende samt i vestgavlen. På nordsiden sidder ni rundbuede vinduer mens sydsien har otte. Under alle vinduer er der skodder, der kan slås op. I vestgavlen er der to små vinduer over forkirken.

Indvendig er kirken hvidmalet med blå stolestader. Tidligere har kirken haft blåt tøndehvælv, men det fremstår nu også i hvidt.
Altertavlen forestiller en scene fra Mattæus 18, 1-14 om de små børn og Guds rige og er fra ca. 1880.
På væggen til venstre for alteret hænger et gyldent kors, der tidlige hang over alteret. Det er lavet i Danmark og kom til bygden i 1843.
Prædikestolen er ottekantet med aflange hvide og blå felter. Den står på et antal balustre fra den tidligere kirke. Over døren hænger et relief "Jesus velsigner småbørnene" Markus 10, 13-16.
Døbefonten er lavet af træ og er sekskantetet i en lys blågrå farve med guldornament.
I et sydvindue hænger en lille glasmosaik, forestillende Færøernes nationalfugl, tjaldur, på dansk strandskade.
Kirkeskibet er en model af skonnerten "Sigrid" ophængt i 1975.
Kirkeklokken er støbt i Hollland hos Ejsbouts og vejer 205 kg med et tværmål på 69,3 cm. Den aflæøste en ældre klokke fra 1909, støbt hos De Smitske støberier i Ålborg og har en vægt på 90 kg og et tværmål på 51,7 cm. Den bærer teksten: "Søger mens det endnu er tid til Herrens forsamling".